# Sequestro Di Gennaro e rivolta nel carcere di Viterbo
Il sequestro Di Gennaro e la rivolta nel carcere di Viterbo, avvenuta nel 1975, costituì l'azione più rilevante compiuta dai Nuclei Armati Proletari (NAP) nel corso della loro esistenza durante gli Anni di piombo, questa vide la resa dello Stato, con l'accettazione delle richieste dei rapitori per ottenere la liberazione dell'ostaggio.
Il 6 maggio 1975 a Roma, il magistrato di Cassazione Giuseppe Di Gennaro, direttore dell'Uffìcio ricerche e studi del Ministero di grazia e giustizia, fu rapito dal Nucleo 29 ottobre dei NAP. Tre giorni dopo il sequestro, il 9 maggio, scoppiò una rivolta nel carcere di Viterbo ad opera dei detenuti Pietro Sofia, Giorgio Panizzari e Martino Zichitella, costoro, che erano in contatto con una radio clandestina con il nucleo esterno dei rapitori, rivendicarono il rapimento e dettarono le condizioni per il rilascio del rapito. La vicenda si concluse la sera dell'11 maggio 1975 con la liberazione di Di Gennaro dopo che ai nappisti fu concesso quanto da loro richiesto: trasferimento dei tre detenuti in carceri piemontesi, che presentavano migliori condizioni di vita, e lettura di un loro comunicato alla radio.

## La vicenda

### Rapimento e scomparsa del magistrato
Il magistrato Giuseppe Di Gennaro, consigliere di Cassazione e direttore dell'ufficio X della direzione generale degli istituti di prevenzione e di pena del Ministero di Grazia e Giustizia, venne rapito il 6 maggio 1975 alle ore 22:45 a Roma, dal "Nucleo 29 ottobre" dei NAP. Di questo sequestro inizialmente non fu data alcuna rivendicazione e inizialmente si diffusero diverse l'ipotesi per spiegare questa scomparsa, tra cui quella calunniosa che fosse fuggito con un amante omosessuale. Per tre giorni, non si ebbero notizie certe sulla sua sorte e gli investigatori vagliarono diverse ipotesi, tra cui quella di un rapimento politico o a scopo di estorsione. Proprio quando l'ipotesi del rapimento sembrava stesse per cadere, si ebbe la rivendicazione del rapimento durante una rivolta nel carcere di Viterbo.

### Rivolta nel carcere e rivendicazione
Il 9 maggio poco dopo le 20, nel carcere della città laziale, scoppiò una rivolta guidata da tre detenuti: Giorgio Panizzari, Pietro Sofia e Martino Zichitella.
Questi detenuti fecero esplodere una bomba ad alto potenziale nel settore delle celle di isolamento, quindi questi reclusi si rivelarono armati e spararono alcuni colpi d'arma da fuoco contro le guardie carcerarie che si erano avvicinate al luogo dell'esplosione. Due di queste il brigadiere Bernini e l'appuntato Agostinelli rimasero gravemente ferite durante la sparatoria. Un terzo agente che seguiva i colleghi feriti fu immobilizzato e preso in ostaggio dai carcerati
Dopo la sparatoria, verso le 21.30, uno dei reclusi gettò dalla finestra della cella di isolamento nel cortile della prigione una foto "Polaroid" a colori, clandestinamente fatta pervenire ai carcerati, di Giuseppe Di Gennaro ammanettato, per farla ritrovare dalla direzione del carcere.
Successivamente, fecero pervenire alla direzione del carcere un foglio ciclostilato firmato "NAP" nel cui testo l'organizzazione terroristica rivendicava la responsabilità del sequestro del giudice Di Gennaro e avanzava delle richieste, si trattava del primo comunicato dei NAP, e infine un nastro magnetico con la voce del giudice. In tal modo fu chiarita la causa della scomparsa del giudice
Contemporaneamente, a Roma, una telefonata all'ANSA avvisava che i Nap avevano lasciato un messaggio in una cabina telefonica vicino a Piazza San Pietro. Sul posto, la polizia trovò una foto a colori di Di Gennaro ammanettato e un nastro registrato con la sua voce. Nel messaggio registrato, Di Gennaro si rivolgeva alla famiglia, chiedendo loro di non preoccuparsi e di avere fiducia nella giustizia. In un comunicato dattiloscritto, i "NAP" rivendicavano il sequestro, avvenuto il 6 maggio, definendo Di Gennaro uno strumento del potere per la schedatura e il controllo dei proletari detenuti, al servizio della repressione statale. Il loro sequestro era presentato come un momento di forza per il proletariato detenuto, collegato all'azione armata dei compagni reclusi nel carcere di Viterbo
Successivamente risultò che i rivoltosi fossero in contatto radio con il nucleo esterno al carcere dei NAP. Questa comunicazione permise loro di coordinare le azioni con il sequestro del giudice Di Gennaro. Già prima che la procura venisse informata della rivolta, il nucleo esterno dei NAP era a conoscenza di quanto accadeva nel carcere. Le armi (pistole e coltelli) e la radio ricetrasmittente utilizzate dai detenuti furono introdotte in carcere da elementi nappisti esterni, i cui nomi non furono rivelati da Panizzari negli interrogatori a cui fu successivamente sottoposto, a questo riguardo fu sospettata la complicità o la connivenza di qualcuno all'interno del carcere.

### Richieste per la liberazione del sequestrato
Le richieste avanzate per la liberazione del magistrato Di Gennaro furono articolate e si evolsero nel tempo, coinvolgendo sia i detenuti rivoltosi che il nucleo esterno dei NAP.
Inizialmente, all'inizio della rivolta i tre detenuti che la guidavano fecero pervenire un primo messaggio indicante che la liberazione di Di Gennaro fosse strettamente legata all'incolumità fisica dei compagni rivoltosi e all'accoglimento di tutte le loro richieste. Ci fu anche una telefonata anonima al direttore del carcere intimante che tutte le richieste fossero accettate, altrimenti il magistrato Di Gennaro sarebbe stato ucciso. I rivoltosi richiesero anche la presenza nel carcere degli avvocati del foro di Roma Tommaso Mancini e Giuliano Vassalli, che si prestarono a recersi a Viterbo.  Inizialmente i detenuti avevano incluso anche l'intervento degli avvocati Carlo Rienzi e Edoardo Di Giovanni, ma poi specificarono di non aver chiesto Di Giovanni.
Nella notte tra il 10 e l'11 maggio, i NAP lasciarono un lungo messaggio che specificava tre condizioni per il rilascio di Di Gennaro:
1. Sicurezza definitiva dell'accoglimento completo delle richieste dei compagni Sofia, Panizzari e Zichitella. Questa ribadiva l'importanza delle richieste, già avanzate, dei detenuti di Viterbo, che includevano il loro trasferimento.
2. Cessazione immediata di ogni misura repressiva contro gli altri proletari detenuti nel carcere di Viterbo. Questa richiesta voleva proteggere gli altri detenuti da eventuali ritorsioni a seguito della rivolta avvenuta e del sequestro.
3. Accettazione dei “nostri” tempi di sicurezza per la liberazione. Ossia il nucleo esterno dei NAP avrebbe deciso il momento preciso per rilasciare Di Gennaro, una volta ritenute soddisfatte le altre condizioni imposte.

Successivamente, giunse una telefonata all'agenzia Ansa con una quarta richiesta formale del gruppo esterno Nap: tutti i detenuti appartenenti al Nap dovevano essere difesi dagli avvocati Bovio, Sarno, Pisapia di Milano; Gatti e Vassalli di Roma. Questa richiesta doveva essere immediatamente comunicata a radio, televisione e tutti i quotidiani.
Infine tra le condizioni poste dai NAP per la liberazione di Di Gennaro c'era la richiesta (che fu accolta) che il comunicato distribuito dai NAP venisse letto al giornale radio delle ore 7 della mattina. Questo comunicato esponeva la visione dei NAP sulle lotte dei detenuti e sulla società capitalistica.

### Conclusione del sequestro

Il giudice assieme ai familiari dopo la liberazione

Le richieste dei NAP furono accettate attraverso una serie di azioni e concessioni da parte delle autorità, culminando infine nella liberazione di Giuseppe Di Gennaro.
La richiesta di lettura di un comunicato alla radio alla mattina fu accolta. Il comunicato propagandistico esprimeva la solidarietà dei NAP alle lotte dei detenuti e criticava le condizioni sistema carcerario italiano.
Richiesta di difesa legale dei detenuti con avvocati specificamente indicati: il professor Adolfo Gatti si dichiarò "a disposizione", e l'avvocato Franz Sarno espresse il suo accordo a difendere i detenuti "a prescindere da qualsiasi colore politico".
Cessazione di misure repressive: queste consistevano nelle perquisizioni delle celle alla ricerca di armi dopo la rivolta. Queste perquisizioni a loro volta avevano indotto nuove agitazioni nel carcere e la sera del 10 maggio 19 detenuti erano saliti sul tetto lanciando slogan per la riforma del codice carcerario rimanendoci fino alla sera del giorno seguente .
La sequenza degli eventi e la loro logica suggerisce che la più importante richiesta dei detenuti rivoltosi fosse il loro trasferimento ad un altro carcere. Infatti il sequestro si concluse con la liberazione di Di Gennaro dopo che i tre detenuti furono trasferiti nelle carceri piemontesi di Alessandria, Saluzzo e Fossano. Dopo essere stato trasferito, Sofia, trasportato nella prigione di Alessandria, fece uscire un comunicato contenente la parola d'ordine “Saluti Zaccaria”, segnalando che per loro non c'era motivo di prolungare oltre il sequestro a conferma che il trasferimento di prigione fosse una condizione chiave.
La liberazione di Di Gennaro avvenne la sera dell'11 maggio alle ore 22.30, lo stesso orario del suo rapimento, dopo che i detenuti ebbero soddisfatte le loro condizioni: trasferimento in altro carcere,  lettura del loro comunicato alla radio e la ricezione della parola d'ordine convenuta. Di Gennaro in buona salute e barba incolta, telefonò alla famiglia da un telefono pubblico tranquillizzandola: “Sto bene, non mi hanno fatto nulla. Ora arrivo” e ritornò a casa su un taxi.

## Indagini e complicità
Il contenuto dei documenti nappisti divulgati assieme alla rivendicazione indicava che costoro avessero una profonda conoscenza del magistrato e del suo lavoro. e che fossero in possesso di una copia del discorso inedito che Di Gennaro avrebbe dovuto tenere a Taranto e di una sua pubblicazione non ancora stampata. Ciò suggeriva che i rapitori avessero complici vicini al giudice o fossero comunque molto ben informati. Le indagini si estesero anche agli ambienti frequentati da Di Gennaro e ad alcuni ambienti della polizia. Ci si chiedeva, ad esempio, come il nucleo esterno avesse saputo in tempo reale dell'uscita di un'autocolonna della polizia dalla caserma di Castro Pretorio la notte della rivolta a Viterbo ed il nome del capocolonna. Le indicazioni sulla conoscenza di attività del magistrato da parte dei NAP, furono tra i primi possibili riscontri che indussero il generale Dalla Chiesa a ipotizzare l'esistenza di una talpa terrorista attiva entro il Ministero di Grazia e Giustizia, questo "soprattutto per le precise contestazioni mosse alla vittima in sede di "interrogatorio proletario". Infatti, la specificità delle domande era evidentemente frutto di notizie precise e riservate, che solo una ristretta cerchia di persone gravitanti attorno al DI GENNARO poteva conoscere", talpa la cui reale esistenza non venne mai concretamente provata.

### I nappisti coinvolti
Giorgio Panizzari: è stato uno dei fondatori dei NAP, era detenuto nel carcere essendo condannato all'ergastolano per l'omicidio dell'orefice Giuseppe Baudino, delitto per il quale continuò a proclamarsi innocente. Si proclamò essere uno dei capi dei (NAP)  rivendicando su di sé la responsabilità del rapimento, affermando di aver impartito gli ordini dal carcere. Durante l'interrogatorio, dichiarò che il rapimento aveva lo scopo di denunciare pubblicamente il sistema carcerario repressivo. Panizzari fu raggiunto da un ordine di cattura per duplice tentato omicidio nei confronti delle due guardie ferite durante la rivolta, sequestro di persona a scopo di estorsione, associazione sovversiva e detenzione abusiva di armi, con le aggravanti della recidiva e del fatto che si trovasse in un luogo di espiazione di pena. Durante la perquisizione, prima del suo trasferimento da Viterbo a Fossano, gli furono trovati in tasca biglietti da diecimila lire provenienti dal riscatto dell'industriale cementiero napoletano Moccia, rapito nel dicembre dell'anno precedente, per scopo di autofinanziamento dai NAP. Confessò che le armi e la radio usate in carcere erano state introdotte da altri membri dei NAP di cui non rivelò i nomi. Affermò di non riconoscere la "giustizia borghese" ma solo quella "rivoluzionaria".
Pietro Sofia: Anch'esso uno dei fondatori dei NAP  protagonisti della rivolta nel carcere. Anche a lui furono trovati addosso denari provenienti dal riscatto Moccia prima del trasferimento in altro carcere .
Martino Zichitella: Era il terzo detenuto coinvolto nella rivolta carceraria. Diversamente dai due precedentemente descritti era un detenuto "comune" che si era politicizzato in carcere. Come i suoi compagni risultò in possesso di denaro del riscatto Moccia. Successivamente, evase dal carcere di Lecce nell'agosto del 1976, ma morì il 14 dicembre dello stesso anno in uno scontro armato durante un agguato dei NAP al vicequestore dell'Antiterrorismo Alfonso Noce, responsabile dei Servizi di sicurezza per il Lazio.

## Motivazione dell'azione
Il sequestro di Di Gennaro fu propagandato dai NAP come "un momento di forza per il proletariato detenuto" e reso strettamente legato "alla incolumità fisica dei compagni [rivoltosi nel carcere di Viterbo] e all'accoglimento di tutte le loro richieste"
Nel loro primo comunicato, i NAP dichiararono di aver fatto prigioniero Giuseppe Di Gennaro non in quanto giudice ma in quanto consigliere di Cassazione e direttore dell'ufficio X della direzione generale degli istituti di prevenzione e di pena del Ministero di Grazia e Giustizia definendolo   "organizzatore e direttore del centro elettronico di calcolo dell'amministrazione penitenziaria, strumento del potere per la schedatura ed il controllo sempre più efficiente di ogni singolo proletario detenuto".  Secondo i NAP, Di Gennaro era "da 10 anni al servizio della repressione di Stato in funzione antiproletaria" e svolgeva un "ruolo di copertura al quotidiano massacro che il potere perpreta all'interno delle sue carceri contro i proletari," accusandolo di affiancare "il paternalismo più schifoso, all'aperta attività di coordinamento di tecnici e teorici del perpetuamento e rafforzamento efficientista delle strutture carcerarie a livello nazionale ed internazionale, quasi sempre con l'appoggio della U.n. s.d.r.i.". Affermarono che tutto ciò era stato confermato dagli interrogatori cui era stato sottoposto Di Gennaro, ricalcando a questo proposito lo schema praticato dalla Brigate Rosse dell'interrogatorio del prigioniero e divulgazione di parte del suo contenuto.
Successivamente, Giorgio Panizzari, uno dei tre detenuti rivoltosi di Viterbo,,  interrogato dopo la liberazione di Di Gennaro, rivendicò la responsabilità del rapimento, affermando di aver impartito gli ordini dal carcere affinché il magistrato fosse catturato. Panizzari confermò che avevano scelto Di Gennaro non in quanto magistrato, ma in quanto direttore del Centro studi penitenziari. L'obiettivo era "rendere di pubblico dominio le deficienze di un sistema carcerario che viene sbandierato come rieducativo e che invece è repressivo".
Inoltre, Panizzari, Sofia e Zichitella spiegarono che, attraverso Di Gennaro, intendevano "colpire l’intero apparato carcerario, di cui il Di Gennaro era qualificato rappresentante". Accusarono Di Gennaro di svolgere "opera di riforma solo formalmente nell’interesse dei detenuti" sullo schema del diritto penitenziario statunitense, ottenendo il duplice risultato di "assopire la coscienza rivoluzionaria dei proletari detenuti e di rendere più funzionale il sistema repressivo carcerario". In sostanza i NAP colpirono Di Gennaro poiché era un riformista che, con le riforme che proponeva, avrebbe reso il sistema più efficiente e attenuato la coscienza rivoluzionaria degli sfruttati